# Même le vent
Même le vent es una película del año 1999.

## Sinopsis
Un taxista conduce a toda velocidad en las calles de Dakar. Una joven rubia platino está sentada a su lado. En el asiento trasero hay un saxófono dorado...

## Premios
- Seleccionado para San Sebastián
- Fespaco
- Londres
- Premio al mejor guion de la Fundación Beaumarchais (Francia)